# Айтмуратов, Ережеп
Ереже́п Айтмура́тов (род. 1929) — советский и каракалпакский хозяйственный, государственный и политический деятель.

## Биография
Родился в 1929 году. Член ВКП(б) с 1955 года.
С 1945 года — на хозяйственной, общественной и политической работе. В 1945—1986 гг. — преподаватель Чимбайского политехнического училища, младший научный сотрудник Института энергетики Академии наук Узбекской ССР, инженер-электрик Туркменского канала, начальник электроцеха ремонтно-механического Тахиаташского энергохозяйства, заведующий Промышленно-транспортнымотделом Кара-Калпакского областного комитета КП Узбекистана, заместитель председателя СМ Кара-Калпакской АССР, председатель Кара-Калпакского объединения «Узсельхозтехника», секретарь Ходжейлийского промышленно-производственного комитета КП Узбекистана, председатель Совета Министров Каракалпакской АССР, секретарь ЦК КП Узбекистана
Избирался депутатом Верховного Совета СССР 7-го и 8-го созывов, Верховного Совета Узбекской ССР 10-го созыва.